# هاني متواسي
هاني متواسي (1983 -) مطرب أردني. تميز بطابع المزج بين الموسيقى الإسبانية والعربية الشامية. درس الموسيقى في أكاديمية الموسيقى الأردنية وتخرج في 2005. ودرس الغيتار الفلامنكي لـ 5 سنوات. تم اختياره في لجنة التحكيم «نجم الأردن» في الموسم الثاني عامي 2015 و 2017.

## مسيرته الغنائية
أصدر ألبومه الأول بعنوان «خمرة الحب» عام 2006 والذي احتوى على ست أغنيات فولكلورية شامية حيث قام بإعادة إنتاجها وتوزيعها. وبعد نجاح ألبومه الأول في بلاد الشام، إصدر ألبومه الثاني بعنوان «برمي السلام» عام 2007، واحتوى أيضا على إعادة إنتاج خمس أغاني فولكلورية شامية بالإضافة إلى إحدى أغنياته الفردية «برمي السلام».
وبعد نجاح الألبوم الثاني، تعاقدت «بلاتينيوم ريكوردز» مع هاني متواسي، حيث أنتجا معًا ألبومًا جديدًا بعنوان «عذرا حبيبي» والذي قاده للفوز بـ «جائزة الموسيقى الأردنية». كأفضل فنان أردني لعام 2010. كما يشتهر أيضا بعروضه الحية على المسرح.
في عام 2012؛ قام بإعادة إنتاج وغناء «موطني»، وهي واحدة من أشهر الأغاني الوطنية في التاريخ العربي، حيث ألهمت العديد من الفنانين ليقوموا بإعادة أنتاجها وغنائها بشكل مماثل. في عام 2013، شارك في الغناء مع المطرب الإسباني ألبرتو لوبيز وفرقته الموسيقية في حفل Flamenco Levant والذي تجاوز عدد الجمهور فيه الـ 5000 شخص. ولاحقا تم تسجيل الحفل وإصداره في ألبوم خاص حمل عنوان «حفلة موسيقية حية».

## وصلات خارجية
- هاني متواسي على موقع ميوزك برينز (الإنجليزية)
- الموقع الرسمي